# 越人歌
越人歌是古老的於越人民歌，載於西汉刘向所著杂事小说集《說苑》。因为越人的古越語與楚語不同，所以歌词是以漢字標记發音，意译為和楚辞相近的句式。

## 原文

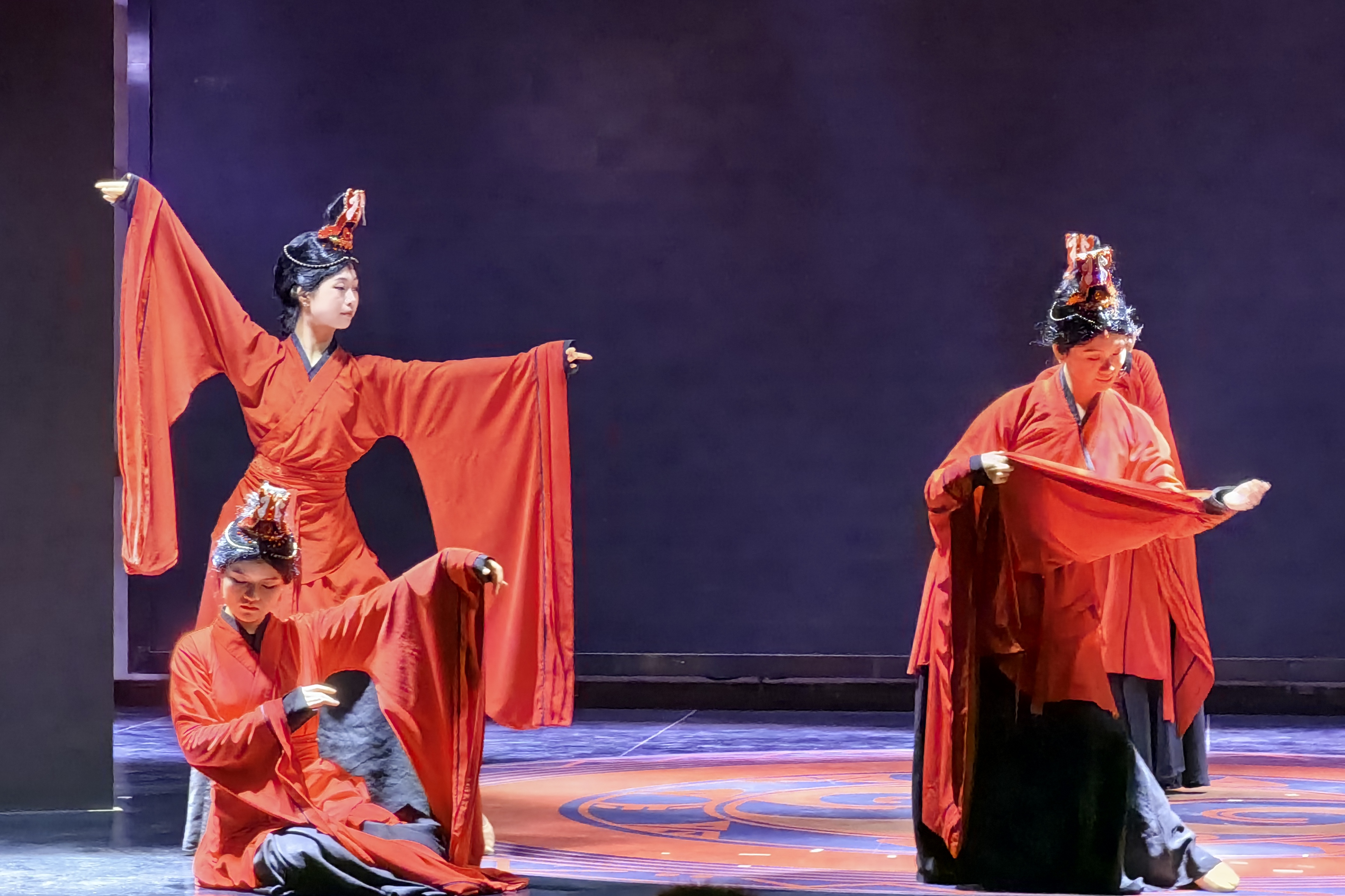
黄鹤楼公园表演的《越人歌》乐舞

《說苑·善說篇》以漢字記音為（漢字、上古漢語擬音）：
|  | 濫兮抃草濫予昌枑澤予昌州州州焉乎秦胥胥縵予乎昭澶秦踰滲惿隨河湖。 |

*ɡrams ɡˁe brons sʰuʔ ɡram laʔ tʰjang tju tju kʰlum tju ɢan ɢa zin sŋa sŋa mrons laʔ tjau djans zin lʰus srums de loj gal ga
譯文：
|  | 今夕何夕兮，搴舟中流。 今日何日兮，得與王子同舟。 蒙羞被好兮，不訾詬恥。 心幾煩而不絕兮，得知王子。 山有木兮木有枝，心悅君兮君不知。 |

白話翻譯：
|  | 今晚如何，只在河中漫遊。 今晚如何，能與王子同舟。 承蒙厚愛，未曾嫌我粗鄙。 心緒紛亂，有幸結識王子。 山上樹木枝枒長，心愛王子卻不知 |

## 背景
《越人歌》是戰國时期楚国鄂君子晳乘青翰舟泛遊之時，趁鐘鼓聲歇停，打槳的越人船夫（没有明确性别）擁楫而歌。鄂君子皙因聽不懂而请人译為楚語。聽畢翻譯好的歌辭後，鄂君歡然，上前擁抱，舉繡被而覆之。其中的越人是居住在江汉流域鄂地（今湖北省境内）的百越部落，属扬越的一支。子皙则可能是楚懷王左右時的令尹，得楚王封君於鄂地，故稱之為「鄂君」。

## 研究
現代的語言學研究嘗試從漢字記音解讀此歌。首倡者是日本語言學家泉井久之助（1905-1983）用南島語系的占語、馬來語等作試解。
在1980-1982年，中國壯族學者韋慶穩據漢語上古音，比較其漢字記音與某些傣語支（主要是壯語方言），產出新的對譯。1991年，中國社科院語言所鄭張尚芳按其構擬的上古音體系，用泰語對勘，將成果發表在法國語言學期刊上。爾後，又有其他各家利用壯侗語族等材料進行的新試讀。
這當中一些人的研究，对某些词的解释較為一致，如“濫”（*gram）對應“夜晚，夕”；“昭”（*tjau）對應“王子，君”。
- 壮傣语支说：

- 韋慶穩（1981）

- 鄭張尚芳（1991）

- 林河（1992）

- 周流溪（1993）

- 南島語系说：

- 泉井久之助（1953）

## 外部連結
詩詞賞析、英譯歌詞
- 漢語網：越人歌原文、譯文、翻譯及賞析 （页面存档备份，存于）
- Anne Birrell：〈Song of the Viet Boatman （页面存档备份，存于） 〉

壮傣语支：
- http://www.persee.fr/web/revues/home/prescript/article/clao_0153-3320_1991_num_20_2_1345 （页面存档备份，存于） PDF[]
- 鄭張尚芳 新浪博客：千古之谜《越人歌》 （页面存档备份，存于）
- 網友宮崎聖於Youtube上，根據鄭張尚芳資料所做的擬音: 越人歌 百越語擬音 （页面存档备份，存于）

越芒语支：
- 释文：«Yueren Ge» (越人歌) and Vietnamese language · Tiếng Việt trong bài «Việt Nhân Ca»
- Đỗ Thanh 给出的释文：Phát Hiện Lại «Việt Nhân Ca» (《越人歌》)